# مدينة الإمارات
مدينة الإمارات هي منطقة حضرية متعددة الاستخدامات، تضم مرافق سكنية وتجارية، لا تزال قيد الإنشاء. ويقع هذا المشروع في إمارة عجمان ضمن الإمارات العربية المتحدة، وتُقدَّر كلفته الإجمالية بنحو 4.1 مليار دولار أمريكي.
تتربّع مدينة الإمارات على طريق الإمارات الحيوي، وتقع مباشرة قبالة مدينة حميد، وتضمّ 92 برجاً سكنياً وتجاريًا، تتراوح ارتفاعاتها بين 20 إلى 60 طابقاً.
وتقع المدينة على طريق الشيخ محمد بن زايد، الذي يربطها بسائر إمارات الدولة: دبي، أبوظبي، الشارقة، عجمان، أم القيوين، ورأس الخيمة، من خلال امتداد واحد للطريق السريع، ما يجعلها في قلب شبكة المواصلات الوطنية.
وقد أنشأت الهيئة الاتحادية للكهرباء والماء محطة كهرباء فرعية مخصصة لمنطقة مدينة الإمارات ومنطقة الحليو المجاورة، وقد دخلت الخدمة فعليًا في شهر مارس من عام 2019.

## روابط خارجية
- موقع مدينة الإمارات - مدونة المجتمع

 عجمان